# Movement (album của The Gossip)
Movement (Tiếng Việt: Chuyển động) là album phòng thu thứ hai được phát hành bởi nhóm nhạc rock Mĩ Gossip bởi hãng Kill Rock Stars vào ngày 6 tháng 5 năm 2003.

## Danh sách ca khúc
1. "Nite" (Đêm) – 2:26
2. "Jason's Basement" (Tầng hầm của Jason) – 2:00
3. "No, No, No" (Không, Không, Không) – 1:57
4. "Don't (Make Waves)" (Đừng (Tạo làn sóng)) – 2:34
5. "All My Days" (Những ngày của tôi) – 2:41
6. "Yesterday's News" (Tin hôm qua) – 4:10
7. "Fire/Sign" (Lửa/Dấu hiệu) – 2:33
8. "Confess" (Tự thú) – 2:18
9. "Lesson Learned" (Bài học) – 1:27
10. "Dangerrr" (Hiểm nguy) – 2:16
11. "Light Light Sleep" (Đêm ít ngủ) – 6:17

## Ê-kíp
- Beth Ditto – Giọng chính, piano
- Brace Paine – Guitar, bass
- Kathy Mendonca – Trống